# Monkey (chanson)
Singles de George Michael
One More Try
(1988) Kissing a Fool
(1988)
Monkey est une chanson de George Michael sortie en single en juillet 1988 et extraite de son premier album studio Faith.

## Performance dans les hits-parades
| Classement (1988)                      | Meilleure position |
| -------------------------------------- | ------------------ |
| Allemagne (Media Control AG)           | 24                 |
| Australie (ARIA)                       | 12                 |
| Autriche (Ö3 Austria Top 40)           | 22                 |
| Belgique (Flandre Ultratop 50 Singles) | 5                  |
| Canada (RPM)                           | 1                  |
| France (SNEP)                          | 34                 |
| Irlande (IRMA)                         | 8                  |
| Nouvelle-Zélande (RMNZ)                | 9                  |
| Pays-Bas (Nederlandse Top 40)          | 4                  |
| Royaume-Uni (UK Singles Chart)         | 13                 |
| Suisse (Schweizer Hitparade)           | 5                  |
| États-Unis (Hot 100)                   | 1                  |
| États-Unis (Dance Club Songs)          | 1                  |
| États-Unis (R&B/Hip-Hop Songs)         | 8                  |